# Ан Чан Гун
Ан Чан Гун (нар. 29 червня 1986) — південнокорейський борець греко-римського стилю, чемпіон та дворазовий бронзовий призер чемпіонатів Азії, бронзовий призер Азійських ігор.

## Життєпис
Боротьбою почав займатися з 1998 року.
Виступав за борцівський клуб «Cho Pae». Тренер — Чін Хьон Гюн.

## Спортивні результати на міжнародних змаганнях

### Виступи на Чемпіонатах світу
| Змагання                        | Збірна         | Вагова категорія                 | Місце |
| ------------------------------- | -------------- | -------------------------------- | ----- |
| Чемпіонат світу з боротьби 2009 | Південна Корея | греко-римська боротьба, до 96 кг | 8     |
| Чемпіонат світу з боротьби 2010 | Південна Корея | греко-римська боротьба, до 96 кг | 18    |
| Чемпіонат світу з боротьби 2011 | Південна Корея | греко-римська боротьба, до 96 кг | 32    |
| Чемпіонат світу з боротьби 2015 | Південна Корея | греко-римська боротьба, до 98 кг | 15    |

### Виступи на Чемпіонатах Азії
| Змагання                       | Збірна         | Вагова категорія                 | Місце  |
| ------------------------------ | -------------- | -------------------------------- | ------ |
| Чемпіонат Азії з боротьби 2009 | Південна Корея | греко-римська боротьба, до 96 кг | 9      |
| Чемпіонат Азії з боротьби 2010 | Південна Корея | греко-римська боротьба, до 96 кг | 7      |
| Чемпіонат Азії з боротьби 2011 | Південна Корея | греко-римська боротьба, до 96 кг | Бронза |
| Чемпіонат Азії з боротьби 2012 | Південна Корея | греко-римська боротьба, до 96 кг | Бронза |
| Чемпіонат Азії з боротьби 2013 | Південна Корея | греко-римська боротьба, до 96 кг | Золото |
| Чемпіонат Азії з боротьби 2015 | Південна Корея | греко-римська боротьба, до 98 кг | 9      |

### Виступи на Азійських іграх
| Змагання           | Збірна         | Вагова категорія                 | Місце  |
| ------------------ | -------------- | -------------------------------- | ------ |
| Азійські ігри 2010 | Південна Корея | греко-римська боротьба, до 96 кг | Бронза |

### Виступи на Кубках світу
| Змагання                    | Збірна         | Вагова категорія                 | Місце |
| --------------------------- | -------------- | -------------------------------- | ----- |
| Кубок світу з боротьби 2013 | Південна Корея | греко-римська боротьба, до 96 кг | 6     |

### Виступи на інших змаганнях
| Змагання                                                         | Збірна         | Вагова категорія                 | Місце  |
| ---------------------------------------------------------------- | -------------- | -------------------------------- | ------ |
| Кубок Президента Казахстану з боротьби 2011                      | Південна Корея | греко-римська боротьба, до 96 кг | Золото |
| Олімпійський кваліфікаційний турнір з боротьби 2012 (Астана)     | Південна Корея | греко-римська боротьба, до 96 кг | 10     |
| Олімпійський кваліфікаційний турнір з боротьби 2012 (Тайюань)    | Південна Корея | греко-римська боротьба, до 96 кг | 15     |
| Олімпійський кваліфікаційний турнір з боротьби 2012 (Гельсінкі)  | Південна Корея | греко-римська боротьба, до 96 кг | 11     |
| Гран-прі Німеччини з боротьби 2012                               | Південна Корея | вільна боротьба, до 66 кг        | Бронза |
| Кубок Президента Казахстану з боротьби 2012                      | Південна Корея | греко-римська боротьба, до 96 кг | 7      |
| Меморіал Болата Турлиханова 2015                                 | Південна Корея | греко-римська боротьба, до 98 кг | 9      |
| Олімпійський кваліфікаційний турнір з боротьби 2016 (Астана)     | Південна Корея | греко-римська боротьба, до 98 кг | 9      |
| Олімпійський кваліфікаційний турнір з боротьби 2016 (Улан-Батор) | Південна Корея | греко-римська боротьба, до 98 кг | 5      |

### Виступи на змаганнях молодших вікових груп
| Змагання                                     | Збірна         | Вагова категорія                 | Місце |
| -------------------------------------------- | -------------- | -------------------------------- | ----- |
| Чемпіонат Азії з боротьби серед юніорів 2006 | Південна Корея | греко-римська боротьба, до 96 кг | 5     |